# Eugen von Doemming
Eugen Ernst Anton Leopold von Doemming (* 4. Februar 1848 in Frankfurt (Oder); † 17. August 1910) war ein preußischer Generalmajor. 

## Leben

### Herkunft
Eugen war ein Sohn des preußischen Oberstleutnants Ernst von Doemming (1810–1858) und dessen Ehefrau Antonie, geborene Grieben (1818–1870). Sein Bruder Georg (1851–1921) wurde preußischer Generalmajor, Ernst (1856–1937) preußischer Generalleutnant.

### Militärkarriere
Nach seiner Erziehung im elterlichen Hause sowie dem Besuch der Kadettenhäuser in Potsdam und Berlin wurde Doemming am 7. April 1866 als Sekondeleutnant dem 2. Brandenburgischen Grenadier-Regiment Nr. 12 (Prinz Carl von Preußen) der Preußischen Armee in Guben überwiesen. Im folgenden Krieg gegen Österreich erhielt er für sein Wirken bei Gitschin den Roten Adlerorden IV. Klasse mit Schwertern und nahm an der Schlacht bei Königgrätz teil. Im Krieg gegen Frankreich kämpfte Doemming Anfang August 1870 zunächst in der Schlacht bei Spichern und wurde bei Vionville durch Gewehr- und Granatschuss in Knie und Oberschenkel zweimal schwer verwundet.
Ausgezeichnet mit dem Eisernen Kreuz II. Klasse avancierte er Ende Januar 1871 zum Premierleutnant und war unter Stellung à la suite seines Regiments von Mitte Juni bis Anfang Dezember 1872 als Führer der Strafabteilung nach Cosel kommandiert. Anschließend absolvierte er zur weiteren Ausbildung bis Ende Juli 1875 die Kriegsakademie in Berlin. Daran schlossen sich Kommandierungen von Mitte Mai 1876 bis Anfang Mai 1877 zum Großen Generalstab und von Mitte Mai 1877 bis Ende März 1878 als Adjutant der 35. Infanterie-Brigade in Flensburg an. Während dieses Kommandos wurde Doemming am 1. November 1877 in das 2. Hannoversche Infanterie-Regiment nach Celle versetzt, stieg Mitte Dezember 1877 zum überzähligen Hauptmann auf und wurde Mitte Juli 1878 zum Kompaniechef ernannt. Ende März 1889 rückte er zum überzähligen Major auf und ein Jahr später erfolgte seine Versetzung als Kommandeur des I. Bataillons im Füsilier-Regiment „von Steinmetz“ (Westfälisches) Nr. 37 nach Krotoschin. Als Oberstleutnant war er vom 14. Mai 1894 bis zum 21. März 1897 beim Stab des Infanterie-Regiments „Graf Bose“ (1. Thüringisches) Nr. 31 in Altona. Anschließend wurde Doemming unter Beförderung zum Oberst als Kommandeur des neu geschaffenen Infanterie-Regiments Nr. 163 nach Neumünster versetzt. Mit der Beförderung zum Generalmajor erfolgte am 16. Juni 1900 seine Versetzung nach Ostrowo als Kommandeur der 77. Infanterie-Brigade. In Genehmigung seines Abschiedgesuches wurde Doemming am 22. April 1902 mit der gesetzlichen Pension zur Disposition gestellt.